# Erdstall

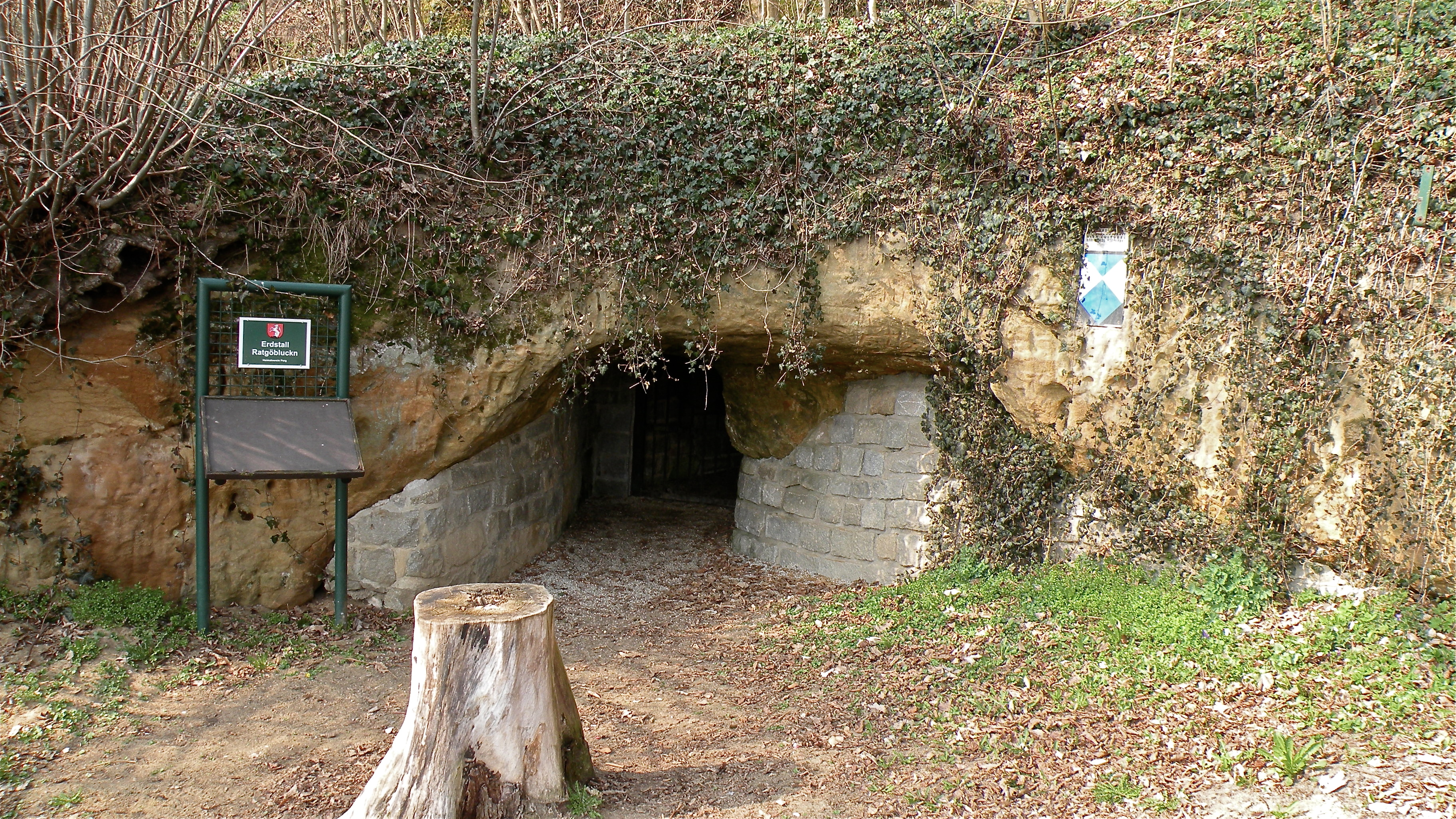
Wejście do tunelów Erdstall w Perg

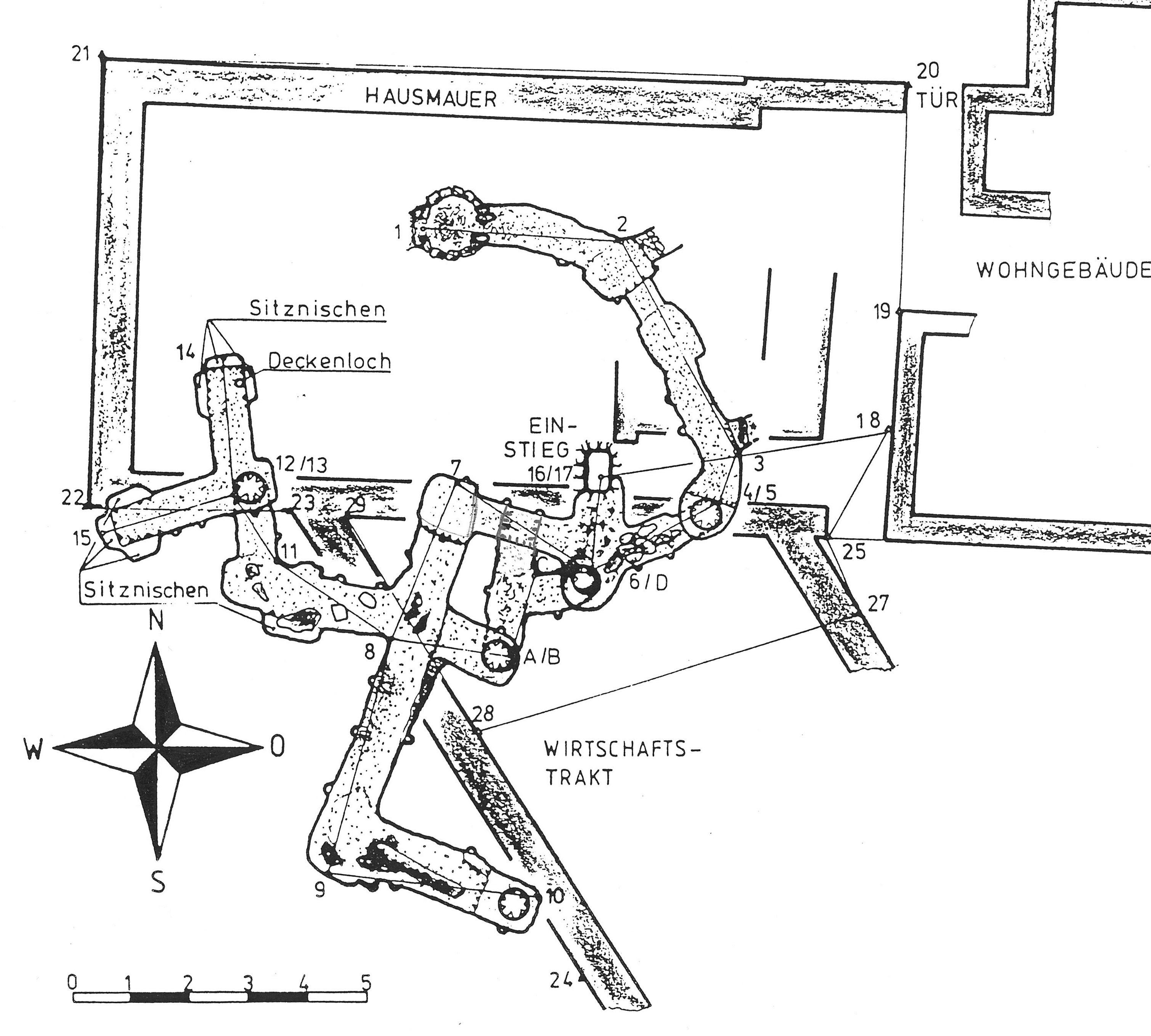
Rzut poziomy tunelów Erdstall w Bad Zell

Erdstall – rodzaj podziemnych tuneli zlokalizowanych w różnych miejscach Europy. Ich pochodzenie nie zostało  jednoznacznie określone, lecz uważa się, że zostały wykute w średniowieczu. Badacze proponowali różne teorie dotyczące pochodzenia tuneli, jednakże wśród najpopularniejszych można wymienić te, że były one wykorzystywane do ucieczek z zamków, jako kryjówki lub do obrzędów religijnych. Szacuje się, że w Europie jest ponad 2000 takich systemów. W samej Bawarii odnaleziono co najmniej 700 podziemnych systemów tuneli i około 500 w Austrii, gdzie przez lokalnych mieszkańców nazywane były "chochlikowymi jamami".

## Konstrukcja
Tunele tego typu charakteryzują się swoimi wymiarami – są bardzo niskie i wąskie. Ich wysokość zawiera się w przedziale od 1,0 do 1,4 metra, a ich maksymalna szerokość to około 60 centymetrów. 
Erdstalle mają tylko jedno wejście, które jest ukryte i nie mają żadnego drugiego wyjścia, które mogłoby zostać użyte do ewentualnej ucieczki. Sprawia to, że ewentualne podpalenie wejścia do tunelu przez najeźdźców skutkowałoby śmiercią ukrywającego się w środku tunelu człowieka. Ten fakt jest wykorzystywany jako argument przeciwko tezie o wykorzystywaniu tych tunelów jako kryjówek. Niektóre tunele posiadają pętlę na końcu tunelu. Większość z systemów tunelów tego typu nie jest dłuższa niż 50 metrów.

## Archeologia
Stwierdzenie wieku odkrytych tuneli jest utrudnione przez bardzo małą ilość materiału, na którym można byłoby dokonać datowania, jednakże znalezione śladowe ilości węgla drzewnego z tunelów w Höcherlmühle pochodziły z okresy pomiędzy rokiem 950 a 1050 naszej ery. Tunele te są wspominane w kronikach kościelnych z XV wieku.
Mimo poszlak wskazujących na ich wykucie w średniowieczu, niektórzy badacze uważają, że tunele są znacznie starsze i pochodzą z neolitu.